# EBird
eBird este o bază de date online de  observații a păsărilor  care oferă oamenilor de știință, cercetătorilor și naturaliștilor amatori date în timp real despre distribuția și abundența păsărilor. Inițial limitat la observarea din emisfera vestică, proiectul s-a extins pentru a include Noua Zeelandă în 2008, și apoi extins din nou pentru a acoperi întreaga lume în iunie 2010. eBird a fost descris ca un exemplu ambițios de înscriere a amatorilor pentru a colecta date despre biodiversitate pentru a fi utilizate în știință.